# Sarcophaga bezziana
Sarcophaga bezziana är en tvåvingeart som beskrevs av Bottcher 1913. I den svenska databasen Dyntaxa används istället namnet Sarcophaga infantilis. Sarcophaga bezziana ingår i släktet Sarcophaga och familjen köttflugor.
Artens utbredningsområde är Italien. Arten är reproducerande i Sverige. Inga underarter finns listade i Catalogue of Life.